# Werner Meisinger
Werner Meisinger ist ein ehemaliger österreichischer Basketballspieler.

## Laufbahn
1977 nahm er mit der österreichischen Nationalmannschaft an der Europameisterschaft in Belgien teil und erzielte im Turnierverlauf durchschnittlich zwei Punkte pro Begegnung.
Auf Vereinsebene trat er für den ABC Soma Wien an und spielte mit der Mannschaft in der zweiten Hälfte der 1970er Jahre im Europapokal.